# Câbî Ömer Efendi
Câbî Ömer Efendi (* um 1750; † nach dem 4. Februar 1814 in Istanbul ?), voller Name (nach einer Eintragung in seinem Werk) Câbî-yi Ayasofya Ömer Efendi, war ein osmanischer Chronist und Steuerbeamter.

## Leben
Außer einer kurzen Anmerkung bei Bursalı Mehmed Tâhir (in Oşmânlı Mü’ellifleri, dt. “Die osmanischen Schreiber”) gibt es keine Angaben über die Biographie von Câbî Ömer. Sein genaues Geburtsdatum und sein Geburtsort sowie der Name seines Vaters sind unbekannt. Da er 1789 sein Werk Ta'rih zu schreiben begann, ist anzunehmen, dass er in der zweiten Hälfte des 18. Jahrhunderts geboren wurde. In diesem Werk gibt er an, in Üsküdar zu leben. Er nennt diese Stadt während seiner Verbannung nach Chios (Sakız), da er vom dortigen Gouverneur Seyyid Feyzullah Efendi als Landsmann besonders freundlich behandelt worden sei. Ins Exil wurde Ömer am 14. März 1810 geschickt, weil er wegen eines Hauses in Istanbul einen geheimen Briefverkehr unterhalten haben soll. Jedoch schon am 8. Juni desselben Jahres durfte er gnadenhalber nach Istanbul zurückkehren.
Da Ömer nach seinen eigenen Angaben viele Freunde in öffentlichen Positionen hatte, konnte er für seine Arbeit in eine Zahl amtlicher Dokumente (fermân, hatt-ı hümâyûn) Einsicht nehmen. Einer davon war der Defterdar (Reichs-Finanzminister später auch Provinz-Finanzbeamter) Mehmed Râgib Efendi, was ihm auch finanzielle Vorteile brachte. Er nennt eine Steuerschuld von 3.000 kuruş, die ihm  auf 1.500 kuruş ermäßigt wurde. Als Amt bekleidete Ömer damals das eines Steuereintreibers von Ayasofya (Ayasofya câbiliği). Allerdings ist für seine Amtszeit nur ein schriftlicher Beleg vom 14. August 1809 gefunden worden, der Tag seiner Ernennung ist unbekannt.
Kleine Irrtümer im Satzbau oder Wortfehler in der Chronik legen nahe, dass Câbî Ömer offenbar keine besondere Ausbildung erfahren konnte und Autodidakt war. Trotzdem lassen die Verwendung französischer Vokabel, seine etymologischen Analysen und Kenntnisse klassischer arabischer Dichtkunst darauf schließen, dass er intelligent und belesen war.
Auch sein genauer Todestag kann nicht festgestellt werden. Sein letzter Eintrag in die Chronik datiert vom 4. Februar 1814, diese dürfte allerdings nicht fertiggestellt worden sein. Ob sie krankheitshalber oder wegen seines plötzlichen Todes unvollendet blieb, ist Spekulation.

## Werk
Câbî Ta'rihi (bei Esad Efendi: Ta'rih-i Sultân Selim Han, bei Bursalı Mehmed Tâhir: Ta'rih-i Sultân Selim-i salis ve Mahmud-i şanı) ist sein einziges bekanntes Werk. Es beschreibt den Zeitraum von 1789 bis 1814 in drei Abschnitten. Im ersten Teil vermerkt Ömer, dass er die Regierungszeit von Selim III. (1789–1807), von Mustafa IV. (1807–1808) und die ersten Jahre von Mahmud II. (1808–1814) behandeln werde. Der Autor beweist große Kenntnis der Ereignisse dieses Vierteljahrhunderts. Er berichtet vom Tod Abdülhamids I., der Thronbesteigung durch Selim II., dem französischen Einmarsch in Ägypten und der Wiedereroberung, Aufständen in den Provinzen, den Thronwirren um Mustafa IV. und Mahmud II. und sogar von europäischen Kriegen. Zu den Berichten zählen auch Straßenkämpfe der Janitscharen in Istanbul, die Preise in den Basaren, ökonomische Aspekte (Geldentwertung), Anekdoten über Würdenträger, Feuersbrünste, Erdbeben und Sturmkatastrophen.
Eine der wichtigsten osmanischen Chroniken der späteren Zeit, Şânizâde Tarihi'nin Kaynaklarından Câbî Tarihi von Mehmet Ali Beyhan stützt sich auf Câbî Ömers Werk.
Manuskripte:
- Istanbul Süleymaniye Kütüphanesi, Esad Efendi 2152, 622 Folios (ältestes Manuskript, Autograph)
- Staatsbibliothek Berlin (eine Kopie des Esad-Efendi-Manuskriptes), 730 Folios
- İstanbul Üniversitesi Edebiyat Fakültesi Tarih Semineri Kitaplığı Nr. 282 (ebenfalls eine – allerdings unvollständige – Kopie des Esad-Efendi-Manuskripts), 520 Folios

Im Autographen der Süleymaniye Kütüphanesi sind anstelle einiger Namen leere Flecken vorzufinden, die in den späteren Manuskripten dann ergänzt wurden. Auch hat der Autor Wörter gestrichen und geändert, bzw. zwischen den Zeilen nachträglich Informationen eingefügt.